# Плантейшен-Мобайл-Гоум-Парк (Флорида)
Плантейшен-Мобайл-Гоум-Парк (англ. Plantation Mobile Home Park) — переписна місцевість (CDP) в США, в окрузі Палм-Біч штату Флорида. Населення — 1462 особи (2020).

## Географія
Плантейшен-Мобайл-Гоум-Парк розташований за координатами 26°42′14″ пн. ш. 80°7′58″ зх. д. / 26.70389° пн. ш. 80.13278° зх. д. (26.703789, -80.132793).  За даними Бюро перепису населення США в 2010 році переписна місцевість мала площу 0,65 км², з яких 0,64 км² — суходіл та 0,02 км² — водойми. В 2017 році площа становила 0,68 км², з яких 0,67 км² — суходіл та 0,01 км² — водойми.

## Демографія
Згідно з переписом 2010 року, у переписній місцевості мешкало 1260 осіб у 437 домогосподарствах у складі 275 родин. Густота населення становила 1932 особи/км².  Було 486 помешкань (745/км²).
Расовий склад населення:
| - 64,5 % — білих - 14,4 % — чорних або афроамериканців - 1,3 % — азіатів - 0,6 % — корінних американців - 0,2 % — вихідців з тихоокеанських островів - 15,0 % — осіб інших рас |

До двох чи більше рас належало 4,1 %. Частка іспаномовних становила 39,0 % від усіх жителів.
За віковим діапазоном населення розподілялося таким чином: 24,1 % — особи молодші 18 років, 68,6 % — особи у віці 18—64 років, 7,3 % — особи у віці 65 років та старші. Медіана віку мешканця становила 34,1 року. На 100 осіб жіночої статі у переписній місцевості припадало 104,9 чоловіків;  на 100 жінок у віці від 18 років та старших — 110,1 чоловіків також старших 18 років.
Середній дохід на одне домашнє господарство  становив 48 635 доларів США (медіана — 39 654), а середній дохід на одну сім'ю — 51 783 долари (медіана — 40 428). За межею бідності перебувало 31,7 % осіб, у тому числі 51,9 % дітей у віці до 18 років та 58,2 % осіб у віці 65 років та старших.
Цивільне працевлаштоване населення становило 475 осіб. Основні галузі зайнятості: мистецтво, розваги та відпочинок — 33,3 %, роздрібна торгівля — 14,1 %, будівництво — 13,1 %.